# Nathan Saliba
Nathan-Dylan Saliba (ur. 7 lutego 2004 w Longueuil) – kanadyjski piłkarz pochodzenia haitańskiego występujący na pozycji środkowego pomocnika, reprezentant Kanady, od 2023 roku zawodnik CF Montréal.
Jego rodzice pochodzą z Haiti.